# Effetto matrice
L'effetto matrice è quell'effetto in cui la matrice stessa, quindi tutto ciò che è presente in soluzione escluso l'analita, modifica le caratteristiche chimico-fisiche della sostanza che si deve analizzare (analita) portando ad un errore consistente per quanto riguarda l'analisi dal punto di vista quantitativo. Per eliminare questo problema, o quanto meno ridurlo, si utilizza come procedura di calibrazione dello strumento la calibrazione interna o per aggiunte standard.